# Mary Ellen Solt
Mary Ellen Solt (Gilmore City, 8 de juliol de 1920 - Santa Clarita, 21 de juny de 2007) va ser una poetessa nord-americana, figura destacada dins de l'anomenada poesia concreta.

## Vida
Solt, nascuda Mary Ellen Bottom, era la filla d'Arthur Bottom, un ministre metodista nascut a Yorkshire, i d'Edith (Littell) Bottom, professora d'escola retirada. Els seus primers interessos artístics s'inclinaven cap a la música, principalment el piano. No obstant això la influència d'un dels seus professors d'universitat, H. Willard Reninger, la va portar finalment a interessar-se per la poesia.
Va estudiar literatura anglesa al Iowa State Teachers College (posteriorment, Universitat del Nord d'Iowa), llicenciant-se en 1941. En 1946 es va casar amb Leo F. Solt, a qui havia conegut a les classes de Reninger. En 1948 va obtenir un màster a la Universitat d'Iowa. Després de graduar-se, es va traslladar a Nova York, on va exercir l'ensenyament a la Bentley School i va estudiar poesia a la Universitat de Colúmbia amb Leonora Speyer, i en el Poetry Center amb John Malcolm Brinnin and Kimon Friar.
Entre 1952 i 1955 va residir a Amherst, on el seu espòs ensenyava a la Universitat de Massachusetts. Allà van néixer les seves dues filles, Catherine (1953) i Susan (1955).
En 1970 es va incorporar a la Universitat d'Indiana com a professora associada de literatura comparada, treballant per aquesta institució fins a la seva jubilació a 1991. En el curs 1976-1977 va ser convidada a ensenyar poesia nord-americana en la Universitat de Varsòvia. Aquest fet la portaria assumir el lloc de directora del Centre d'Estudis Polonesos de la Universitat d'Indiana, que mantindria fins a 1984 i per l'acompliment del qual va ser condecorada en 1981 amb l'Orde del Mèrit de la República de Polònia.

## Obra
Encara que la seua principal aportació és la poesia, el seu primer treball literari reconegut van ser els seus textos sobre l'obra de William Carlos Williams. Durant els seus primers anys a Bloomington, Solt mantingué una correspondència amb el poeta que va arribar a una amistat que va durar fins a la defunció de Williams a 1963. Dins dels seus estudis sobre Williams, el seu paper  William Carlos Williams: The American Idiom (1960) va guanyar el Foli Prize de prosa d'aquell mateix any.
Altres publicacions destacades sobre Williams van ser l'article The American Idiom (1983) i el llibre Dear Ez; Letters from WCW to Ezra Pound, Commentary and Notes (1985). L'últim article publicat per Solt va ser  William Carlos Williams: Idiom es Cultural Icon.
Va pertànyer al moviment de la poesia concreta que es va desenvolupar als anys 60. Aquest es caracteritzava per presentar els textos de manera que creaven formes gràfiques visuals. Un dels seus poemes més coneguts, Forsythia, està dissenyat sobre la base de la forma d'aquesta planta i de la representació en codi morse de les lletres del seu nom.
Va participar en la poesia concreta com a autora - Flowers in Concrete (1966) - però també com a editora - Concrete Poetry: A World View (1968) - i escrivint la història crítica del moviment -introducció a A World Look at Concrete Poetry(1970).